# کاونیساره
کاونیساره (به لاتین: Kaunissaare) یک روستا در استونی می باشد که در دهستان آنیا واقع شده‌است. کاونیساره ۱۹٫۹ کیلومتر مربع مساحت و ۸۹ نفر جمعیت دارد.